# 베버-스쿠올-타라스프 철도
베버-스쿠올-타라스프 철도는 엥가딘 철도, 하부 엥가딘 철도 또는 하부 엥가딘선이라고도 불리는 스위스 미터궤 철도이다. 래티셰 철도는 하부 엥가딘과 알불라 철도를 연결한다. 종종 사메단-폰트레시나 철도 라인의 일부로 간주된다. 두 라인은 서로 밀접하게 연결되어 있다. 베버-스쿠올-타라스프 철도는 래티셰 철도 간선망의 일부이므로 주행 킬로미터수(측쇄)는 란트콰르트에서 영점을 갖는다.

## 역사
알불라 철도 건설 후 그리종주와 연방군 당국은 엥가딘을 통과하는 철도 노선에 매우 관심이 많았다. 원래 이 라인은 지선으로만 계획되었지만, 높은 인기로 인해 더 높은 우선 순위가 주어졌다. 라인은 마침내 래티셰 철도에 의해 위임되었다. 1903년 7월 27일. 이미 알불라 철도를 설계한 프리드리히 헤닝스 교수는 엥가딘을 통해 기술적으로나 재정적으로 실현 가능한 노선에 대한 프로젝트를 진행하고 있었다. 이 프로젝트를 위한 디자인 준비가 끝난 후, 파리의 로스테 사무실은 수석 엔지니어 페터 잘루츠(Peter Saluz)와 함께 헤닝스 교수의 계획을 기반으로 한 세부 계획을 인수했다. 1907년에 총 17개의 터널과 55개의 주요 교량을 포함하는 49.5km의 라인을 제공하는 프로젝트가 마침내 제시되었다. 라인의 엔지니어링 구조에는 이제 경험이 있는 전문가가 필요했다. 그래서 이미 비젠 고가교에서 작업한 한스 슈투더(Hans Studer)는 체르네츠-스쿠올 섹션의 현장 감독자로 임명되었다. 경험이 풍부한 건설 기술자 야콥 G. 촐링거가 체르네츠-스쿠올 구간의 책임을 맡았다.

### 건설
1909년 봄에 전체 라인에서 건설이 시작되었다. 원래 1912년 여름에 완료될 예정이었으나 엔지니어와 작업자는 과르다와 스쿠올 사이에 예기치 않은 터널링 문제에 부딪쳤다. 베버와 과르다는 1912년 봄에 이미 선로와 상부 구조의 건설로 바빴지만, 과르다와 스쿠올 사이의 광부들은 터널 건설 중 비정상적인 암석 압력, 느슨한 암석층 및 물의 유입을 처리해야 했다. 마침내 1912년 6월과 7월에 마그나쿤(1,909m)과 타스나(2,350m)에서 가장 긴 터널의 돌파가 이루어졌다. 그 후 건설 노동자들이 벽을 완성하는 데 성공하여 1913년 4월에 완전한 돌파가 완료되었다. 노선은 1913년 6월 28/29일에 공식적으로 개통되었다.

### 1911년 사고
1911년 8월 29일, 치누오스-첼(Cinuos-chel)과 브라일 사이의 발멜라 고가교에서 30미터 높이의 목재 프레임이 무너져 이탈리아 건설 노동자 12명이 사망했다. 원인이 밝혀지지 않은 이 불행을 기리기 위해 2003년 마지막으로 복원된 브라일 1번 터널 입구 입구에 현판이 세워져 있다.

### 전철화
슈피츠-프루티겐선에 대한 BLS의 전기 테스트 운영 결과, 래티셰 철도는 단상 교류를 사용하는 새로운 견인 기술에 관심을 갖게 되었다. 따라서 래티셰 철도는 아직 건설 중인 베버-스쿠올 라인을 단상 교류의 테스트 트랙으로 사용하기로 결정했다. 래티셰 철도는 브루시오 발전소에서 에너지 공급을 위탁했다. 브루시오 발전소는 발포스키아보에서 베르니나 고개를 통해 베버의 변전소까지 전기를 공급해야 했다. 전력을 11kV/16 2/3Hz의 필요한 전압으로 변환하기 위해 특별히 건립되었다. 따라서 래티셰 철도는 하부 엥가딘 라인이 개통된 시점부터 전기적으로 운행할 수 있었다.

### 1927년 사고
1927년 3월 22일 과르다와 아르데츠 사이의 마그나쿤 터널에 접근하던 중 열차가 떨어진 바위에 충돌했다. Ge 2/4 206은 터널 입구 벽 가장자리에 부딪혔다. 기관차 운전자가 사망하고, 승객 2명이 중상을 입었으며, 7명이 경상을 입었다.
1937년 3월 19일, 체르네츠와 수쉬 사이의 마지막 저녁 열차가 눈보라에 휩싸였다. 기관차 Ge 4/6 391이 탈선하여 길을 건너 여관 으로 추락 했지만, 객차는 선로에 멈췄다. 엔진 운전자가 사망하고 여행 중인 반마이스터 (선로 유지 관리 담당 공무원)가 중상을 입었지만, 승객들은 부상을 입지 않았다. 기관차는 두 달 이상 회수되지 않았다.
2012년 4월 30일 저녁 늦게 스쿠올-타라프- 클로스터스 노선의 열차가 프탄 바라이글라역에서 M13이라는 불곰과 충돌하는 이상한 사고가 발생했다. 동물의 큰 부상은 감지되지 않았다.

## 노선

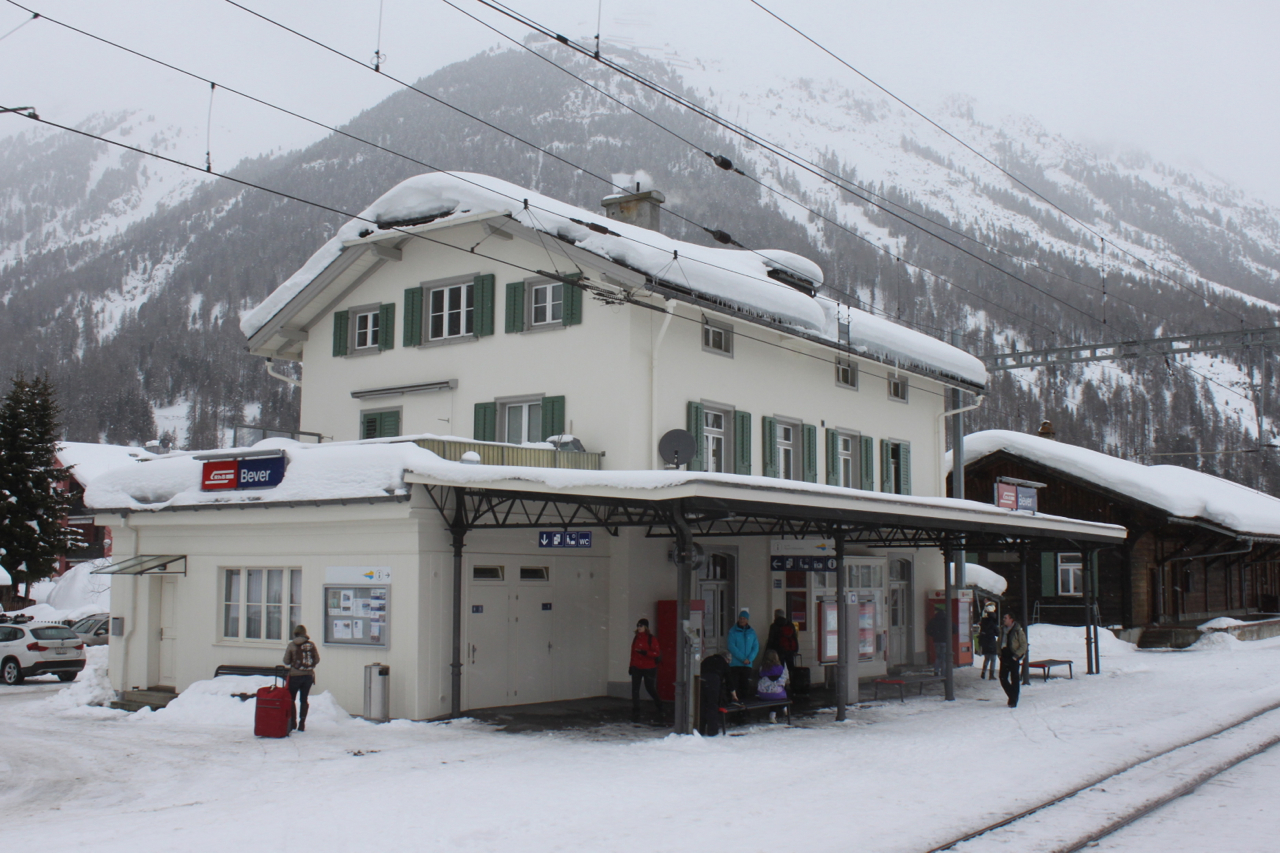
베버역, 2014년 2월

소위 하부 엥가딘 라인은 베버 교차로 역에서 시작하여 북쪽의 사메단 및 장크트모리츠와 남쪽의 필리주어, 투지스 및 쿠어에서 알불라 철도에서 분기된다. 이 노선은 이제 라푼트 참슈, 마둘라인, 추오츠 및 쉬찬프에서 치누오스-첼-브라일까지 2.0% 기울기로 상부 엥가딘 계곡의 여전히 넓은 왼쪽을 달리고 있다. 쉬찬프 마라톤의 종점은 쉬찬프와 치누오스-첼-브라일 사이의 107.4km 지점에 있다. 이것은 겨울과 여름에 스포츠 이벤트를 위해 선택된 열차에서만 제공된다. 치누오스-첼-브라일역을 지나 계곡의 오른쪽(남쪽)으로 유명한 113m 길이의 인강 고가교에서 인강을 지나 여러 구조물과 터널을 지나 캐롤라이나 횡단 루프를 통과한다. 체르네즈에게. 선은 체르네츠에 접근하는 큰 루프를 따라 상부 엥가딘에서 하부 엥가딘으로 내려간다. 체르네츠를 지나면 큰 철교에서 계곡의 왼쪽(북쪽)으로 선이 바뀌고 수쉬까지 여러 개의 작은 터널을 통해 2.0%의 일정한 기울기로 운행된다. 수쉬 역 직후에 연결 터널(자슬라치 2터널, 길이 277m)이 라인에서 페라이나 터널로 분기된다. 하부 엥가딘 라인은 계곡의 왼쪽을 따라 계속되어 사글리아인스와 페라이나 터널의 북쪽 입구에 도착한다. 역은 페라이나 터널을 통과하는 자동차 셔틀 열차의 차량 적재역이자, 여객 열차의 환승역이다. 승객이 공공 거리에 도달할 수 있는 출구가 만들어지지 않았다.
사글리아인스 이후에는 라빈, 과르다, 아르데츠 및 프탄의 역과 여러 개의 작은 터널, 긴 타스나 및 마그나쿤 터널, 스쿠올-타라스프까지 이어지는 여러 고가교를 통해 계속된다.

## 철도역

### 베버역
베버역은 알불라 철도(쿠어-장크트모리츠)와 교차하는 엥가딘선의 시작점에 있다. 해발 1,708m의 베버 마을 남서쪽에 위치하고 있다. 역은 엥가딘 라인에서 운영되는 여객 열차만 운행한다. 시간당 쿠어-장크트모리츠 지역 특급은 일반적으로 베버에 정차하지 않는다. 일부 이른 아침과 늦은 저녁 지역 서비스는 쿠어-생모리츠 노선은 정차한다.

### 체르네츠역

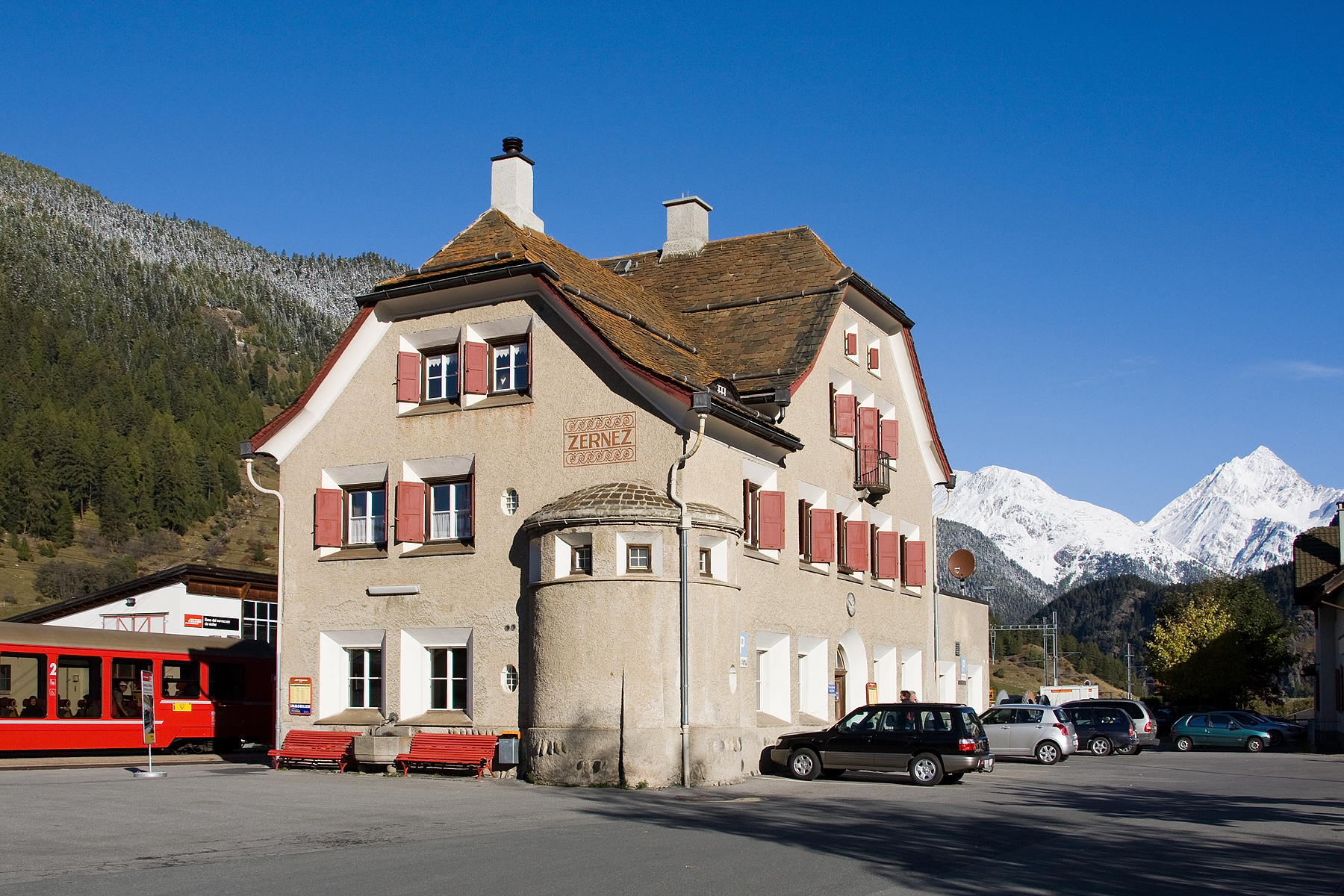
체르네츠역

체르네츠역은 1,471m에 체르네츠 마을의 북서쪽 가장자리에 위치한 중요한 역이다. 엥가딘 라인의 일부 또는 전체를 운행하는 모든 열차는 체르네츠에서 정차하며, 푸오른 고개를 통해 발뮈스테어를 통해 뮈스테어, 산타마리아 및 말스까지 가는 포스트버스 서비스로 연결되어 있다. 메라노와 볼차노에 말스 철도. 여름에는 추가 포스트버스가 다보스 광장역까지 운행한다. 화물 운송도 체르네츠에서 중요한 역할을 한다. 스왑 바디를 포함하는 화물 열차정기적으로 체르네츠까지 운행하며, 그곳에서 발뮈스테어까지 트럭으로 운송된다. 또한 체르네츠를 통해 엥가딘 중부에서 많은 화물이 운송된다.
체르네츠 역은 2010년과 2011년에 완전히 재건되었다. 무엇보다도 철도 시설이 새로워지고 플랫폼이 높아져 장애인을 위해 개조되었다. 확장되고 교차 루프가 수쉬 측면에 건설되었다. 섬 플랫폼은 1번 플랫폼의 역 건물과 지하도를 통해 연결된다. 또한 새로운 포스트버스 램프가 건설되어 기차와 포스트버스 간의 더 나은 환승 옵션이 가능해졌다. 유사하게, 새로운 40톤 스왑바디 크레인이 건설되었고 새로운 일반 화물 적재 센터가 건설되어 화물 취급을 개선했다.

### 자글리아인스역
자글리아인스역은 하부 엥가딘의 수쉬와 라빈의 마을과 역 사이의 자글리아인스 계곡 출구에서 1,432m의 128.7km에 위치해 있다. 그것은 페라이나 터널 건설 중에 제거된 재료 위에 지어졌다. 자글리아인스역은 1999년 11월 페라이나 터널로 개통되었다. 주요 사업은 페라이나 차량용 셔틀 열차 운영이다. 차량 적재역에는 계곡 경사면을 따라 뻗어 있는 적재 램프 옆에 2개의 적재 트랙이 있다. 자동차 터널과 지붕이 있는 갤러리를 통해 주요 도로와 직접 연결되어 있으며, 특히 대기 중인 도로 차량에 서비스를 제공하고 출납원 사무실이 있다. 셀프 서비스 키오스크가 있는 서비스 건물도 있다. 자동차 운송 외에도 사글리아인스 역은 스쿠올-타라스프-폰트레시나 지역 서비스와 스쿠올-타라스프-란트콰르트-쿠어-디젠티스 지역 특급 서비스 사이의 환승역으로도 사용된다. 환승역으로 외부에서 접근할 수 없는 섬 승강장만 있다. 따라서 열차를 갈아타는 경우를 제외하고는 이 역을 승하차하는 것이 일반적으로 불가능하다.

### 스쿠올-타라스프역

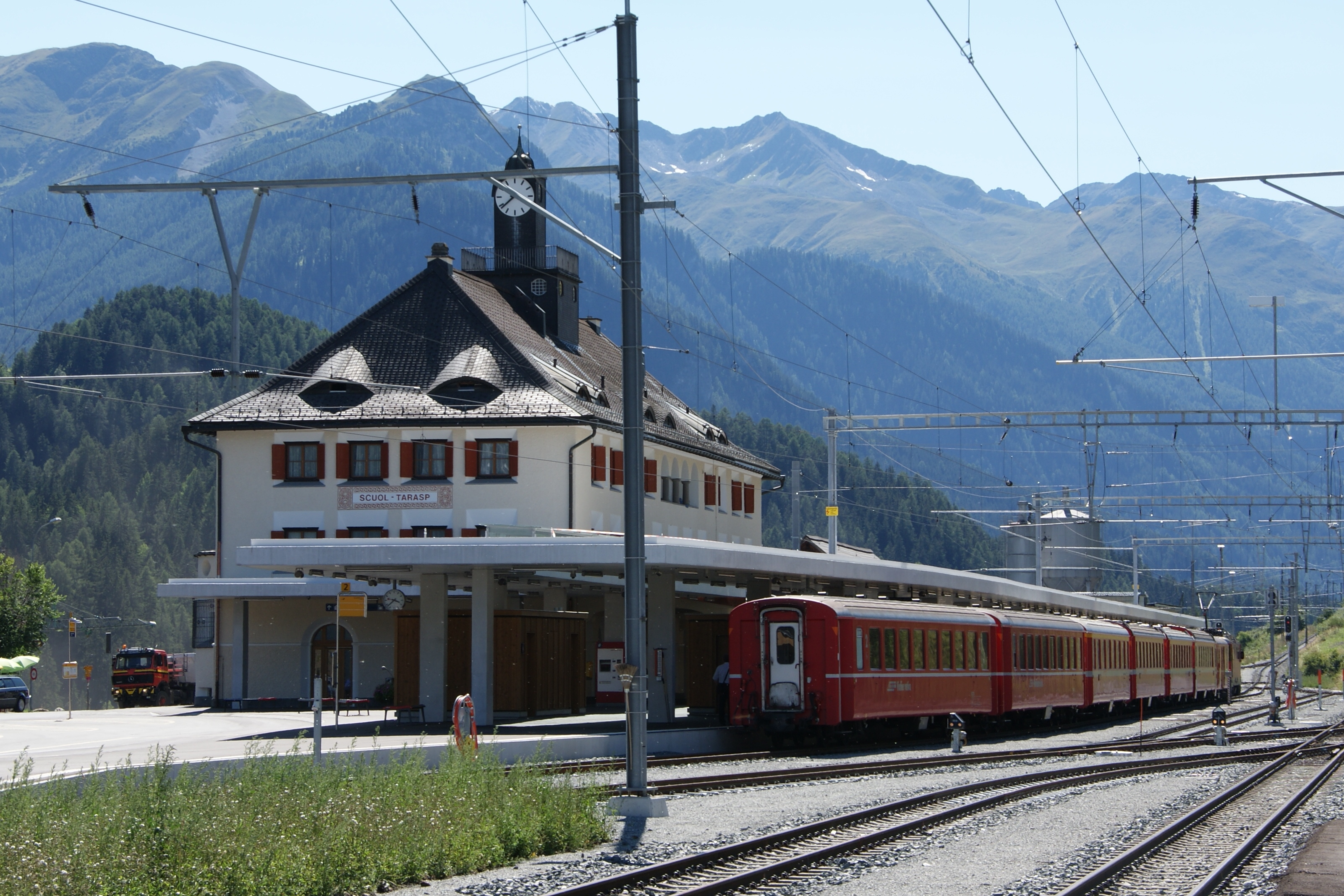
스쿠올-타라스프역을 떠나는 차량

스쿠올-타라스프 역은 하부 엥가딘의 고도 1,287m에 있는 스쿠올 마을의 서쪽 가장자리에 있다. 역 이름은 이웃 마을인 스쿠올과 작은 마을 타라스프의 이름을 따서 명명되었다. 역은 2009년에 완전히 재건과 개조되었다. 그 이후로 역 건물 오른쪽에 우체국 버스 정류장이 있다. 이것은 하부 엥가딘의 포스트버스 노선의 출발점이다. 또한 플랫폼 선로 1을 막다른 선로로, 선로 2를 통과 선로로 섬 플랫폼을 건설했다. 이를 통해 지상에서 기차와 플랫폼에 직접 접근할 수 있다. 마찬가지로 화물 취급 시설도 새롭게 재건되었다. 스쿠올-타라스프는 스쿠올-타라스프-체르네츠-사메단의 종점 또는 출발점이다. 폰트레시나 지역 서비스 및 스쿠올-타라스프-란트콰르트-쿠어-디젠티스 지역 특급 서비스. 프탄, 타라스프, 잠나운, 마르티나, 젠트, S-charl 및 발시네스트라 행 정기 버스 노선은 역에서 출발한다. 또한 지역 스쿨 버스가 역에서 정차한다. 모타 나룬스로 가는 케이블카는 역 옆에서 시작된다. 매주 최대 5대의 화물 열차가 란트콰르트에서 스쿠올-타라스프까지 매일 운행된다. 기름, 우편물, 시멘트와 쓰레기는 역에서 취급하는 주요 화물이다.

## 운행

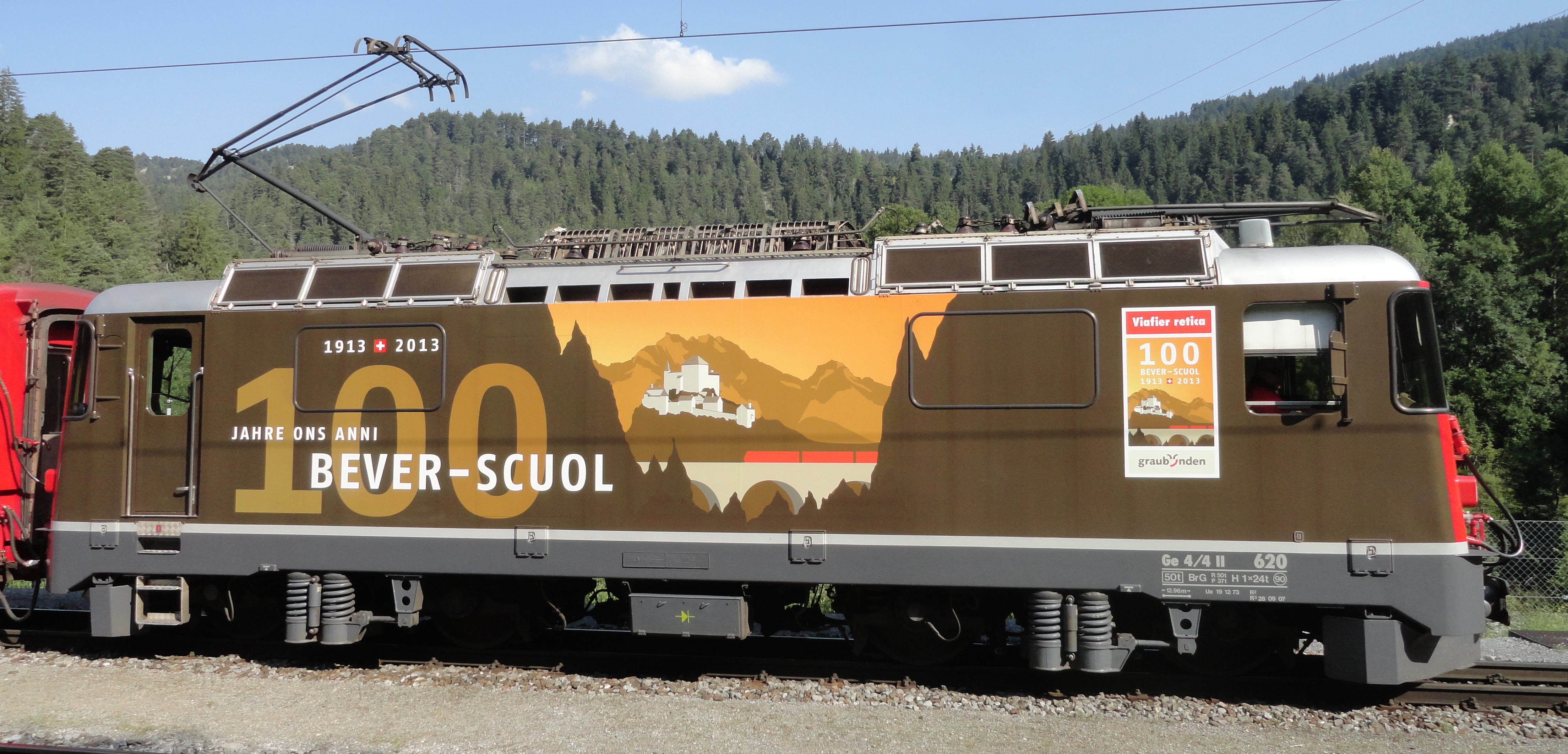
100주년 기념 기관차 Ge 4/4 II

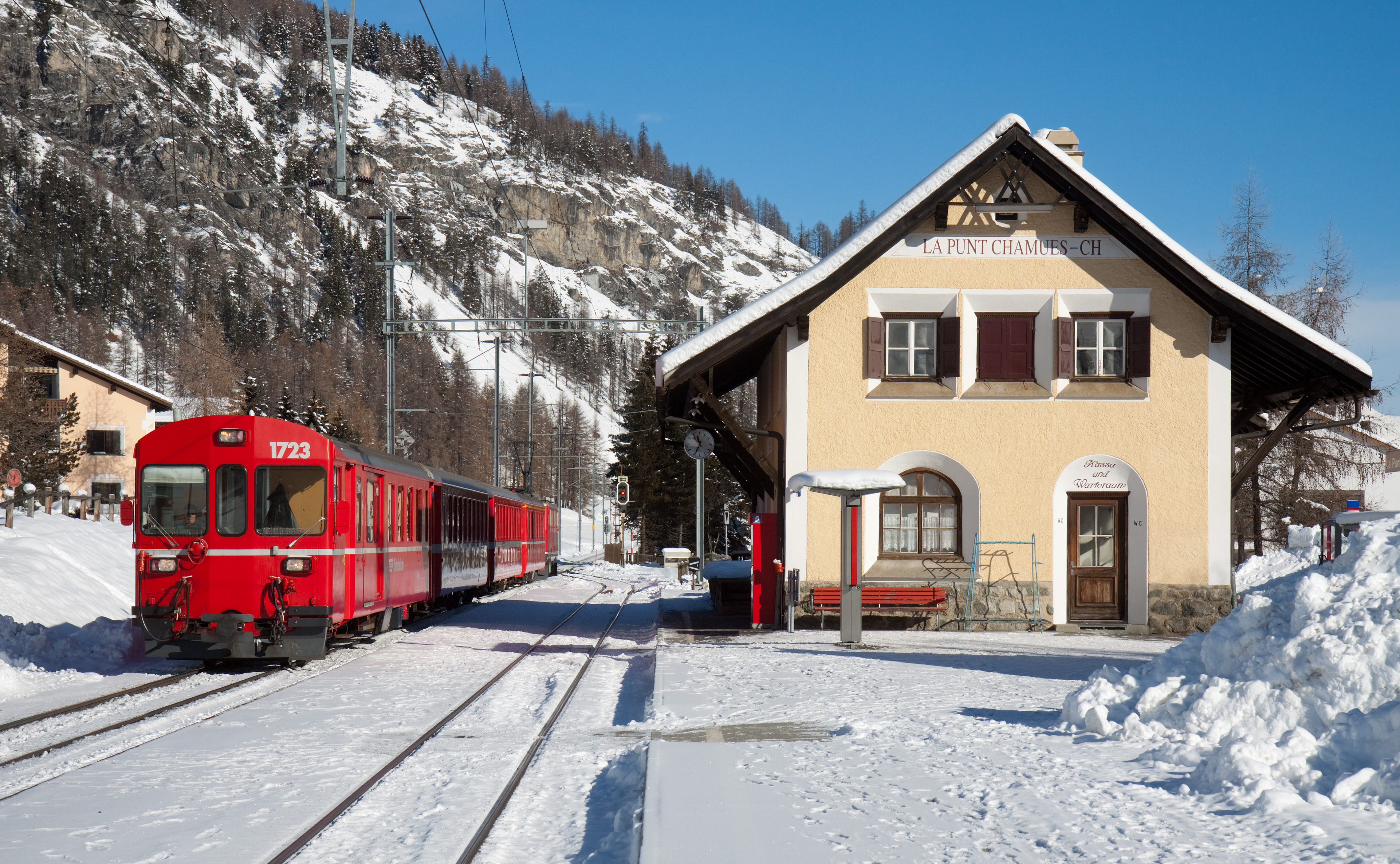
라푼트참슈의 푸쉬풀 열차 BDT 1723 및 Ge 4/4 I

### 승객
이 노선에는 폰트레시나-사메단-베버-체르네츠-스쿠올-타라스프 지역 열차가 매시간 운행된다. 이 열차는 거의 항상 Ge 4/4 II, EW I 1등석 및 EW I 2등석 차량 2대, 푸시풀 WS 사이클 왜건(여름 전용) 및 네바 레티카 BDt 제어 차량으로 구성된다. 사글리아인스-스쿠올-타라스프 구간에는 디젠티스-란트콰르트-스쿠올-타라스프 지역 열차가 매시간 운행된다. 일반적으로 Ge 4/4 II, EW II 또는 EW IV 1등석과 여러 대의 2등석 승용차로 구성된다. 페라이나 터널과 베버 사이의 구간은 또한 한낮에 2시간 간격으로 지역 특급 서비스를 제공하며, 주로 그리종 저지에서 엥가딘까지 중요한 관광 연결을 제공한다.

### 화물
화물 운송은 또한 전체 엥가딘 라인에서 중요한 역할을 한다. 여러 화물 열차가 평일에 정기적으로 스쿠올-타라스프까지 운행하며, 화물 열차는 거의 2시간마다 체르네츠를 경유하여 란트콰르트에서 사메단까지 운행한다. 또한 체르네츠까지 정기적인 화물 열차 이동이 있다. 1999년 이래로 체르네츠, 페라이나 및 클로스터스를 경유하여 란트콰르트까지 가는 페라이나 경로가 알불라 라인을 통해 란트콰르트까지 가는 경로보다 더 빨랐기 때문에 현재 많은 화물 열차가 페라이나 터널을 통해 엥가딘까지 운행한다.

## 남티롤/이탈리아와의 연결 예상
엥가딘과 남티롤의 빈쉬가우를 연결하는 푸오른 고개 철도의 오래된 아이디어는 2005년 메라노-말스 철도 (빈쉬가우 철도)가 재개통된 후 새로운 상승세를 경험했다. EU 자금 지원 지역 간 프로젝트의 일환으로, 다양한 가능한 경로를 개발하고 더 자세히 조사했다. 연구 결과는 2013년 회의에서 발표되었다. 자금 요구 사항은 선택한 경로에 따라 약 10억 유로로 추산되었다.